# Фокс, Вирджиния
Вирджиния Фокс (англ. Virginia Fox; 2 апреля 1902 — 14 октября 1982) — американская актриса эпохи немого кино, карьера которой продолжалась в 1910—1920-х годах.

## Биография
Вирджиния Фокс родилась в Уилинге, Западная Вирджиния, в семье Мари и Фредерика Фокс. В 1924 году она вышла замуж за продюсера Дэррила Занука, с которым у неё было трое детей, Дэрил Занук, Сьюзен Занук, и Ричард Дэррил Занук.
В 1956 году пара рассталась, впоследствии чего Дэррилом Ф. Занук переехал в Париж к молодой актрисе Белле Дарви, которую Занаки встретил в Париже в 1951 году. Официально она никогда не была разведена с Зануком; и хотя после 1956 года у них почти не было личных контактов, она сохранила свою фамилию по браку и проживала одна в их доме в Палм-Спрингс до своей смерти в 1982 году.
В течение жизни снялась в 31 фильме. Похоронена на Вествудском кладбище.

## Фильмография
| Год  |     | Русское название   | Оригинальное название     | Роль                  |
| ---- | --- | ------------------ | ------------------------- | --------------------- |
| 1915 | кор | —                  | His Father’s Footsteps    | н/д                   |
| 1919 | кор | —                  | Why Beaches Are Popular   | купальщица            |
| 1919 | кор | —                  | Hearts and Flowers        | купальщица            |
| 1920 | ф   | Внизу на ферме     | Down on the Farm          | эпизодическая роль    |
| 1920 | кор | —                  | Fresh from the City       | бывшая возлюбленная   |
| 1920 | кор | —                  | By Golly!                 | эпизодическая роль    |
| 1920 | кор | —                  | Monkey Business           | н/д                   |
| 1920 | ф   | —                  | Married Life              | эпизодическая роль    |
| 1920 | кор | —                  | You Would not Believe It  | эпизодическая роль    |
| 1920 | кор | —                  | Great Scott!              | н/д                   |
| 1920 | кор | —                  | His Youthful Fancy        | эпизодическая роль    |
| 1920 | кор | —                  | Don’t Weaken!             | обучающаяся танцам    |
| 1920 | кор | —                  | Movie Fans                | девушка на студии     |
| 1920 | кор | —                  | Fickle Fancy              | возлюбленная сына     |
| 1920 | ф   | —                  | Love, Honor and Behave!   | девушка в кафе        |
| 1920 | кор | Соседи             | Neighbors                 | девушка               |
| 1921 | кор | Дом с привидениями | The Haunted House         | дочь начальника банка |
| 1921 | кор | Невезение          | Hard Luck                 | Вирджиния             |
| 1921 | кор | —                  | She Sighed by the Seaside | купальщица            |
| 1921 | кор | Козёл отпущения    | The Goat                  | дочь шерифа полиции   |
| 1921 | ф   | —                  | Home Talent               | эпизодическая роль    |
| 1921 | кор | —                  | The Golfer                | н/д                   |
| 1921 | кор | Театр              | The Play House            | близняшка             |
| 1922 | кор | Бледнолицый        | The Paleface              | индейская служанка    |
| 1922 | кор | Полицейские        | Cops                      | дочь мэра             |
| 1922 | кор | Кузнец             | The Blacksmith            | наездница             |
| 1922 | кор | Электрический дом  | The Electric House        | дочь миллионера       |
| 1923 | кор | Любовное гнёздышко | The Love Nest             | девушка               |
| 1923 | кор | —                  | Itching Palms             | Верджи                |
| 1924 | ф   | —                  | The Lion and the Souse    | эпизодическая роль    |
| 1926 | ф   | Пещерный человек   | The Caveman               | девушка на вечеринке  |